# Columnea dressleri
Columnea dressleri är en tvåhjärtbladig växtart som beskrevs av Wiehler. Columnea dressleri ingår i släktet Columnea och familjen Gesneriaceae. Inga underarter finns listade i Catalogue of Life.